# إله أسود وإله أبيض

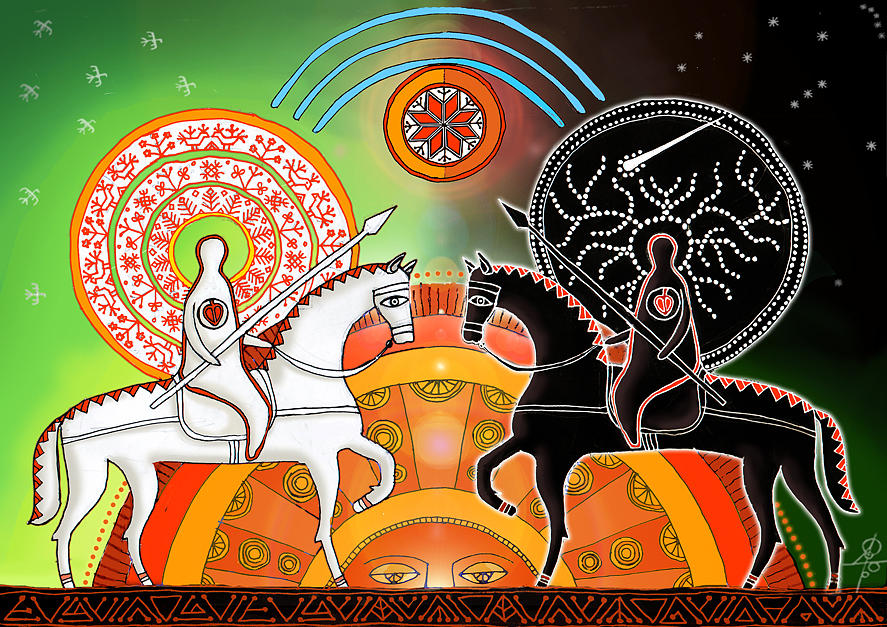
الليل والنهار، التمثيل الحديث لبيلوبوج وتشيرنوبوج، لوحة لمكسيم سوخاريف.

الإله الأسود والإله الأبيض أو الرب الأسود والرب الأبيض، تشيرنوبوج (بالإنجليزية: Chernobog) ("الإله الأسود") وبيلوبوج (بالإنجليزية: Belobog) ("الإله الأبيض")، هما زوجان مزعومان من الآلهة السلافية البولابية.
يظهر تشيرنوبوج في تاريخ الراهب والمؤرخ هيلمولد كإله سوء الحظ الذي يعبده واغري وأوبودرايت، في حين لم يُذكر بيلوبوج، إذ قد أعيد تكوينه لكي يكون في مواجهة تشيرنوبوج. ويظهر كلا الإلهين أيضًا في مصادر لاحقة، لكن لا يمكن الاعتماد عليها.
لا يتفق الباحثون على وضع تشيرنوبوج وبيلوبوج: فالكثير من العلماء يدركون صحة هذه الأسماء ويشرحونها، على سبيل المثال، كآلهة الخير والشر؛ من ناحية أخرى، يعتقد العديد من العلماء أنهم آلهة زائفة، وربما كان تشيرنوبوج يعني في الأصل «القدر السيئ»، وارتبط لاحقًا بالشيطان المسيحي.

## التفسير
لا يوجد إجماع في المجتمع الأكاديمي حول مكانة تشيرنوبوج وبيلوبوج في الأساطير السلافية، أو ما إذا كان الإلهان موجودين على الإطلاق في الأساطير السلافية. ويرفض بعض الباحثين تماماً وجود بيلوبوج لعدم ظهوره في المصادر. وقد نتج عن ذلك أربعة آراء على الأقل، أنَّ:
- تشيرنوبوج هو لقب الشيطان، وظهر بيلوبوج بشكل ثانوي في الأدب اللاحق
- تشيرنوبوج وبيلوبوج هما آلهة سلافية (أسماء حقيقية أو ألقاب لآلهة أخرى)
- تشيرنوبوج وبيلوبوج هما أسماء شخصيات مسيحية من أصل ما قبل المسيحية
- تشيرنوبوج وبيلوبوج هما آلهة زائفة، ولم يكن لهما وجود في المفردات المسيحية أو الوثنية

أدت معلومات هيلمولد إلى افتراض أن تكون هناك ثنائية في الديانة السلافية، والتي وصلت إلى السلاف من الشعوب الإيرانية (السكيثيين، السارماتيين أو البوغوميل)؛ حيث جرت مقارنة تشيرنوبوج وبيلوبوج بأهريمان وأهورامزدا العدوين الأبديين لبعضهما البعض.

### معلومات المراجع
- Gorbachov, Yaroslav (2017). "What Do We Know about *Čьrnobogъ and *Bělъ Bogъ". Russian History (بالإنجليزية). 44 (2–3): 209–242. DOI:10.1163/18763316-04402011. Archived from the original on 2023-11-16.
- Alvarez-Pedroza, Juan Antonio (2021). Sources of Slavic Pre-Christian Religion (بالإنجليزية). Leiden: Koninklijke Brill. ISBN:978-90-04-44138-5.
- Ivanov, Vyacheslav; Toporov, Vladimir (1990a). "Белобог". In Meletinsky, Yeleazar (ed.). Мифологический словарь (بالروسية). Moscow: Большая российская энциклопедия. p. 672.
- Urbańczyk, Stanisław (1991). Dawni Słowianie. Wiara i kult (بالبولندية). Wrocław: Ossolineum.
- Łuczyński, Michał (2020). Bogowie dawnych Słowian. Studium onomastyczne (بالبولندية). Kielce: Kieleckie Towarzystwo Naukowe. ISBN:978-83-60777-83-1.
- Szyjewski, Andrzej (2003). Religia Słowian (بالبولندية). Kraków: Wydawnictwo WAM. ISBN:83-7318-205-5.